# Park historyczny Ajutthaja
Park historyczny Ajutthaja (taj. อุทยานประวัติศาสตร์พระนครศรีอยุธยา) – jeden z 10 parków historycznych w Tajlandii, w prowincji Ajutthaja, utworzony w 1982 roku dla ochrony ruin starożytnego miasta Ajutthaja obejmujący ponad 400 ruin. W 1991 roku na 15-tej sesji UNESCO zabytkowe miasto zostało wpisane na listę światowego dziedzictwa UNESCO razem z trzema innymi parkami historycznymi Tajlandii: Sukhothai, Si Satchanalai i Kamphaeng Phet.

## Historia
Miasto zostało założone przez pierwszego króla Syjamu Ramathibodiego I w połowie XIV wieku na wyspie utworzonej przez połączenie trzech rzek: Menamu, Lopburi i Pa Sak i ustanowione stolicą królestwa. W szczytowej fazie rozwoju miasto było zamieszkiwane przez kilkaset tysięcy mieszkańców. Zdobycie i zniszczenie miasta przez wojska birmiańskie w 1767 położyło kres rozwojowi miasta i rozpoczęło proces jego niszczenia powstrzymany utworzeniem parku historycznego w 1982 roku .

## Architektura
Większość budynków i świątyń powstało w pierwszych 150 latach od założenia miasta, czyli do końca XV wieku. Budowniczowie czerpali z architektury kambodżańskiej (np. przypominające kolby kukurydzy prangi) i cejlońskiej – w szczególności dzwonowate stupy. Te wzory po modyfikacji i udoskonaleniu wykształciły unikalny styl architektury Syjamu widoczne w architekturze Bangkoku.
Na terenie miasta znajdują się ruiny wielu świątyń, między innymi:
- Wat Phra Si Sanphet
- Wat Mahathat
- Wat Ratchaburana
- Wat Phanan Choeng
- Wat Chai Watthanaram
- Wat Na Phra Meru